# Narciso Mendes
Narciso Mendes de Assis, mais conhecido como Narciso Mendes, (Patu, 18 de julho de 1946) é um engenheiro civil, comerciante, agropecuarista, industrial e político brasileiro que foi deputado federal pelo Acre.

## Dados biográficos
Filho de Cristiano Mendes de Assis e Luiza Carlos de Assis. Trabalhou como comerciante, agropecuarista e industrial antes de sua graduação em Engenharia Civil pela Universidade Federal do Rio Grande do Norte. Depois de formado, mudou-se para o Acre e ingressou no PDS sendo eleito deputado estadual em 1982 e deputado federal em 1986, participando da Assembleia Nacional Constituinte que elaborou a Constituição de 1988.
Durante o mandato mudou para o PFL e perdeu a eleição para senador em 1990, sendo derrotado ao buscar o mesmo cargo pelo PPR em 1994. Filiado ao PPB, ficou na suplência de deputado federal em 1998 e foi eleito em 2002, contudo a Justiça Eleitoral cassou-lhe o mandato em 7 de maio de 2003, quando já estava filiado ao PP. Candidato a um novo mandato pelo PDT em 2006, não se elegeu. Fora da política, foi diretor de duas construtoras.
Narciso Mendes é um dos proprietários do complexo de comunicação O Rio Branco, que inclui a TV Rio Branco afiliada à TV Cultura, o jornal O Rio Branco, e algumas empresas que atuam em diversos ramos na economia acreana, e esposo de Célia Mendes, que foi eleita deputada federal em 1990 e 1994.